# دینه سر تپه
دینه سر تپه مربوط به عصر آهن است و در شهرستان گلوگاه، بخش کلباد، دهستان پنج هزاره، روستای سنگیابسر واقع شده و این اثر در تاریخ ۲۶ اسفند ۱۳۸۶ با شمارهٔ ثبت ۲۲۰۱۹ به‌عنوان یکی از آثار ملی ایران به ثبت رسیده است.